# Megachile virescens
Megachile virescens är en biart som beskrevs av Cockerell 1912. Megachile virescens ingår i släktet tapetserarbin, och familjen buksamlarbin. Inga underarter finns listade i Catalogue of Life.